# Sahneautomat
Ein Sahneautomat dient zum automatischen Aufschlagen von Sahne und zur portionsweisen Entnahme derselben. Daher kommen diese Geräte hauptsächlich in Konditoreien, Bäckereien und Eisdielen zum Einsatz. Die fertig geschlagene Sahne kann im Dauerbetrieb entnommen werden.
Die Geräte verfügen über eine eingebaute Kühlung. Die eingefüllte Sahne wird angesaugt, durch ein Schwellrohr geführt und unter Druck auf viele Metallplättchen geleitet, wodurch Luft eingearbeitet wird und das Volumen zunimmt. An einer oder mehreren Zapfdüsen kann die fertige Schlagsahne entnommen werden.